# Chrysopilus lupinus
Chrysopilus lupinus är en tvåvingeart som beskrevs av Osten Sacken 1881. Chrysopilus lupinus ingår i släktet Chrysopilus och familjen snäppflugor. Inga underarter finns listade i Catalogue of Life.